# Seremaia Bai

a Compétitions nationales et continentales officielles uniquement.

b Matchs officiels uniquement.
Dernière mise à jour le 26 septembre 2021.
Seremaia Baikeinuku, plus connu comme Seremaia Bai, né le 4 janvier 1979 à Nausori (Fidji), est un joueur de rugby à XV et à sept fidjien. Il compte 53 sélections avec l'équipe des Fidji, évoluant au poste de centre ou de demi d'ouverture.

## Biographie

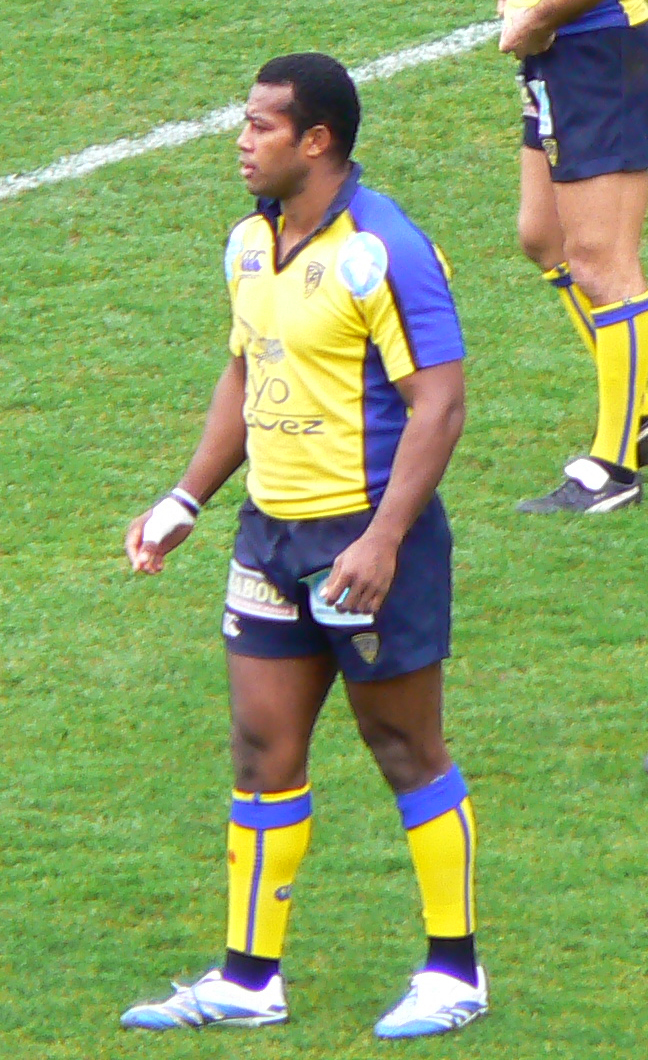
Seremaia Bai avec l'ASM Clermont Auvergne en janvier 2007

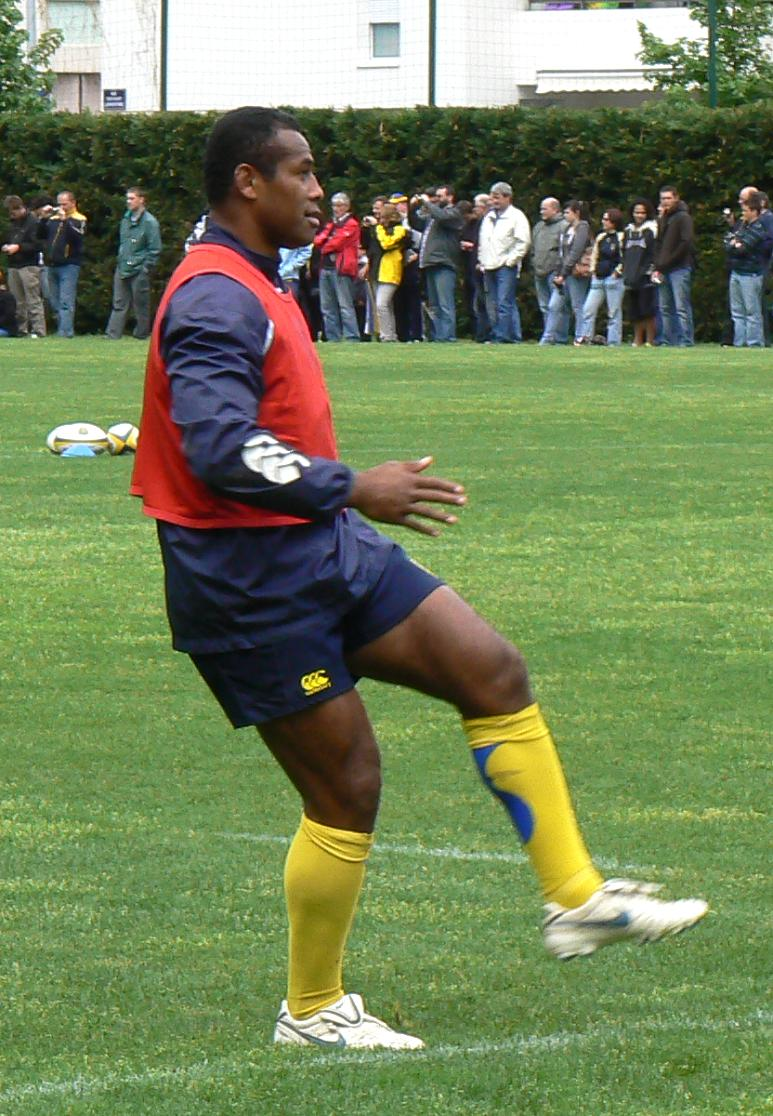
Seremaia Bai s'entraine avec l'ASM Clermont Auvergne en mai 2010

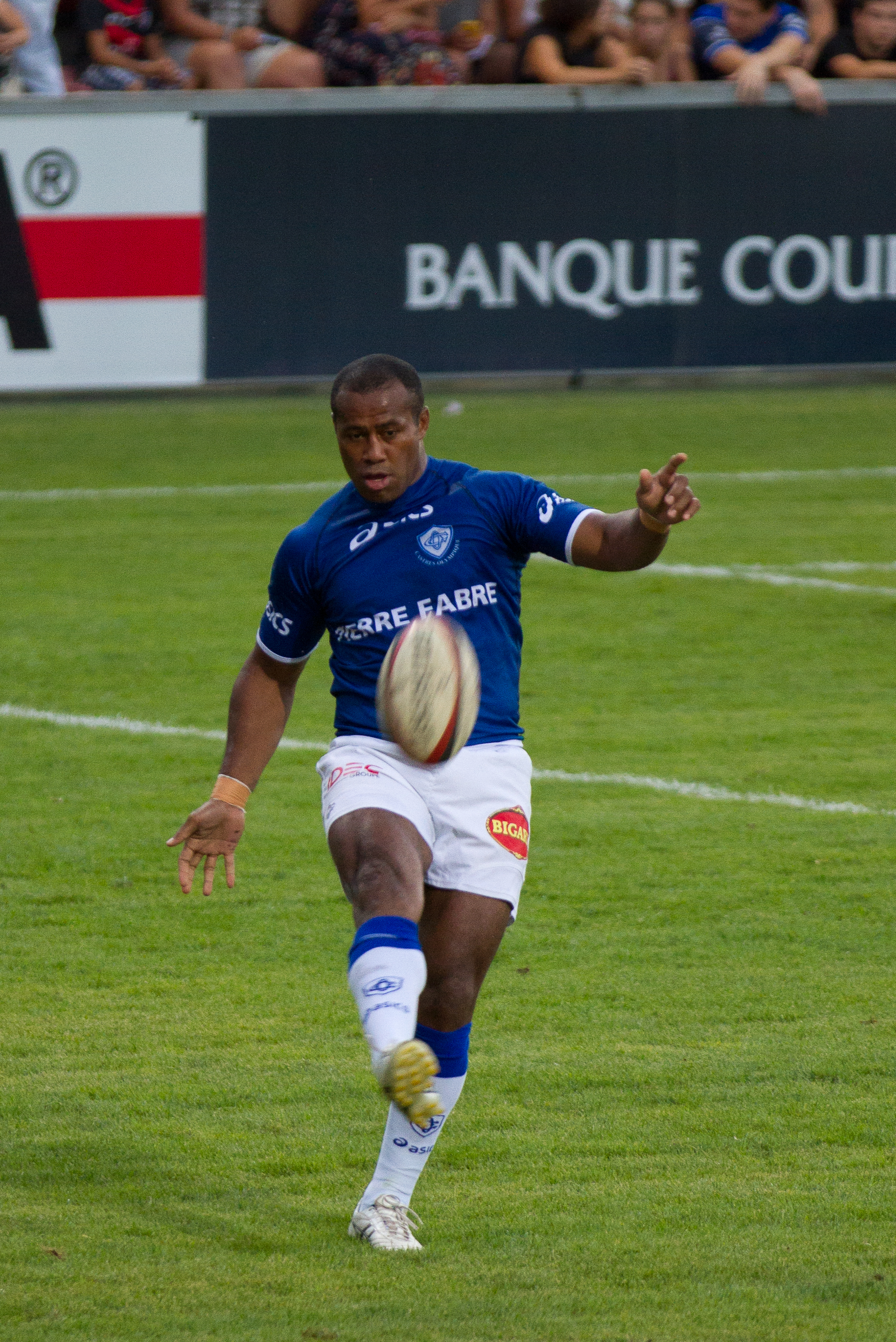
Seremaia Bai s'échauffe avant un match Stade toulousain vs Castres olympique en août 2012.

### En club
Né à Nausori, Seremaia Bai grandit ensuite dans le village de Nadali. Il commence à joueur au rugby à l'âge de six ans. Il joue par la suite avec la Lelean Memorial School (en) où il est scolarisé.
Après avoir commencé sa carrière dans son pays natal, il part en Australie jouer avec le club d'Eastern Suburbs en Shute Shield,.
Il retourne ensuite aux Fidji, et joue avec la province de Tailevu dans le championnat national pendant deux saisons.
En 2001, il rejoint le club gallois du Cross Keys RFC, évoluant en Welsh-Scottish League. Il joue une saison au pays de Galles, dans ce club semi-professionnel de bas de tableau,.
En 2002, après une blessure subie en sélection, il reste dix mois sans jouer. Il reprend ensuite la compétition en Nouvelle-Zélande, avec le club amateur des Invercargill Blues, dans le championnat de la région de Southland,. Peu après, il est retenu dans l'effectif de la province de Southland pour jouer la saison 2002 de National Provincial Championship (NPC),. Il dispute deux saisons avec cette équipe, jouant 23 matchs, et inscrivant 40 points. En 2003, il remporte également le championnat régional avec son club,.
En 2004, après avoir échoué à obtenir un contrat en Super Rugby avec les Highlanders, il rejoint le club japonais des Secom Rugguts (en). Avec ce club, il évolue lors de sa première saison en seconde division régionale, avant d'être promu en Top League en 2005,. Il dispute 17 matchs lors de son passage au club.
Il fait passage dans son pays natal de 2006, et rejoint la province des Tailevu Knights (en) en Colonial Cup, et en devient le capitaine.
Plus tard en 2006, il rejoint l'ASM Clermont en Top 14. Avec le club auvergnat, il joue quatre saisons où il obtient un temps de jeu conséquent, principalement au poste de premier centre. Il est finaliste du championnat trois fois de suite, avant d'être sacré champion de France en 2010, bien qu'il ne dispute pas la finale.
En 2010, il rejoint le Castres olympique dans le même championnat pour un contrat de deux ans. Recruté comme doublure de Cameron McIntyre à l'ouverture, il s'impose finalement au poste de centre,. En 2012, il prolonge son contrat avec Castres jusqu'en 2014. En juin 2013, il est titulaire lors de la finale du championnat de France, que se équipe remporte face à Toulon. L'année suivante, il est le remplaçant de Rémi Lamerat lors des phases finales de son équipe. Il se distingue lors de la demi-finale face à Montpellier en inscrivant le drop de la victoire lors des prolongations,. Opposée encore une fois à Toulon en finale, son équipe s'incline cette fois ci sur le score de 18 à 10.
Non-conservé à Castres, il rejoint en 2014 le club anglais des Leicester Tigers en Premiership. A la fin de sa première saison, il reçoit un carton rouge pour avoir mis un coup de tête à un adversaire. Après deux saisons en Angleterre, il met un terme à sa carrière de joueur en juin 2016 à l'âge de 37 ans,.

### En équipe nationale
Seremaia Bai représente les équipes des Fidji des moins de 19 ans, 21 ans et 23 ans. Il joue ensuite pour la sélection fidjienne à sept, avec qui il dispute les Sevens Series.
Il a honoré sa première cape internationale en équipe des Fidji le 20 mai 2000 contre l'équipe du Japon.
En 2003, il décide de ne pas participer à la Coupe du monde en Australie pour son consacrer à sa carrière en club.
En 2004, 2006 et 2008, il participe aux trois tournées des Pacific Islanders.
Avec les Fidji, il est sélectionné pour disputer la Coupe du monde 2007 en France. Il est utilisé au poste de premier centre lors des phases de poule, en association avec Seru Rabeni. Pour le quart de finale perdu contre l'Afrique du Sud, il succède à Nicky Little blessé au poste de demi d'ouverture,.
Il dispute sa deuxième Coupe du monde lors de l'édition 2011 en Nouvelle-Zélande. Il joue quatre matchs, tous au poste de centre.
En 2015, il est annoncé dans le groupe fidjien élargi sélectionné pour préparer la Coupe du monde en Angleterre. Il n'est finalement pas retenu par le sélectionneur John McKee dans le groupe final de 31 joueurs, mais demeure réserviste lors de la compétition,.
Juste avant d'arrêter sa carrière de joueur, il fait sa dernière apparition sous le maillot fidjien en 2016, lors de la Pacific Nations Cup, dont il participe à l'obtention du titre. Il est le deuxième joueur fidjien avec la plus longue carrière internationale (16 ans), et le deuxième meilleur réalisateur de l'histoire de son pays avec 321 points.

### Après-carrière
Après l'arrêt de sa carrière de joueur, Seremaia Bai s'investit dans l'agriculture dans son île natale, tout en ouvrant en parallèle une académie destinée à encadrer les jeunes joueurs fidjiens,.
Il occupe également le poste de sélectionneur de la sélection féminine fidjienne entre 2016 et 2017,. Il est aussi l'entraineur adjoint spécialisé dans le jeu au pied pour la sélection masculine en 2016.
En avril 2021, il devient l'entraîneur de son ancienne équipe de Tailevu dans le championnat fidjien. Il démissionne de son poste en septembre 2021, après seulement deux matchs, afin de se consacrer à sa famille.

## Palmarès

### En club
Avec Clermont
- Challenge européen :
  - Vainqueur (1) : 2007
- Championnat de France de première division :
  - Champion (1) : 2010
  - Vice-champion (3) : 2007, 2008 et 2009.

Avec le Castres olympique
- Championnat de France de première division :
  - Champion (1) : 2013
  - Vice-champion (1) : 2014

### En équipe nationale
- Vainqueur de la Pacific Nations Cup en 2013 et 2016.

## Statistiques en équipe nationale
Équipe des Fidji
- 53 sélections entre 2000 et 2016.
- 5 essais, 58 transformations, 59 pénalités, 1 drop (soit 321 points).
- Sélections par année : 4 en 2000, 3 en 2001, 3 en 2002, 2 en 2004, 8 en 2005, 4 en 2006, 5 en 2007, 4 en 2009, 3 en 2010, 7 en 2011, 7 en 2013 et 3 en 2016.
- Coupe du monde 2007 : 5 sélections (Japon, Canada, Australie, pays de Galles, Afrique du Sud)
- Coupe du monde 2011 : 4 sélections (Namibie, Afrique du Sud, Samoa, pays de Galles)

Pacific Islanders
- 8 sélections entre 2004 et 2008.
- 7 transformations, 7 pénalités (35 points).
- Sélections par année : 3 en 2004, 2 en 2006 et 3 en 2008.